# توم سنا
توم سنا (بالنرويجية البوكمول: Tom Sanne)‏ هو لاعب كرة قدم نرويجي في مركز الوسط، ولد في 28 يونيو 1975 في برغن في النرويج. لعب مع نادي بران ونادي فيكينغ.

## وصلات خارجية
- توم سنا على موقع قاعدة بيانات كرة القدم.إي يو (الإنجليزية)
- توم سنا على موقع عالم كرة القدم.نت (الإنجليزية)